# Heart Full Of Soul
Heart Full Of Soul es el álbum-debut del cantante inglés Antony Costa, ex-componente del grupo Blue.

## El disco
"Heart Full Of Soul" es el primer disco en solitario del exmiembro del grupo masculino de Pop Blue, Antony Costa. El disco fue publicado en el 2005 en el Reino Unido, pero debido a la poca promoción y las escasas copias que se distribuyeron por todo el país, el disco vendió muy poco y Globe Records decidió retitarlo del mercado. Con esta discográfica solo publicó el sencillo "Do You Ever Think Of Me en el año 2005, sencillo que tuvo bastante éxito en todo el mundo, llegando al #19 en el Reino Unido, y al Top 20 en el resto de los países.
Después de que Antony Costa decidiese romper su contrato con la discográfica independiente del Reino Unido, decidió continuar en solitario en el Teatro Musical, con su éxito "Blood Brothers". El musical tuvo un éxito impresionante en el Reino Unido.
Más tarde, en el 2006, Antony consiguió un contrato discográfico con la multinacional Polydor, discográfica en la que se encuentran algunos de los mejores y más importantes artistas de la escena musical mundial, como son Sophie Ellis-Bextor, Take That, Girls Aloud, Nelly Furtado o Black Eyed Peas, entre otros.
El sencillo "Do You Ever Think Of Me" fue reeditado en el 2007 y distribuido solo por el mercado musical asiático, incluyendo China, Japón e Israel, países en los que fue distribuido anteriormente el sencillo en 2005. El sencillo tuvo una muy buena acogida, incluso mejorando los puestos de China, Japón e Israel, llegando al #2 en los tres países, y al #1 en Singapur, Malasia, Indonesia y Filipinas.
En marzo del 2007 fue publicado el segundo sencillo "Half The World Away", sencillo que de nuevo fue un éxito en las listas de ventas asiáticas.
El disco fue publicado el 16-17 de abril de 2007 en Asia, obteniendo grandes ventas. El disco ya ha vendido más de 250,000 copias en China, y consiguiendo el #1 en sus listas; y en Japón ya ha vendido casi 140,000 copias, llegando al #1 en su segunda semana en el ORICON Albums Chart.

## Canciones
1. Everywhere & Nowhere
2. Fall From Grace
3. Half The World Away
4. Forever Young
5. Healing In Your Eyes
6. Heartaches And Bad Days
7. Learn To Love Again
8. Do You Ever Think Of Me
9. Miracle
10. Beautiful Thing
11. Shine Your Light
12. Straight To My Heart
13. Predictable [Chinese & Japanese Bonus Track]
14. I'll Keep Holding On [Japanese Bonus Track]
15. Never Too Late [Japanese Bonus Track]
16. Do You Ever Think Of Me [CD-Rom Video]

## Posiciones en las listas
| Listas (2007)                | Posición | Certificación | Ventas  |
| ---------------------------- | -------- | ------------- | ------- |
| Israel Albums Chart          | 1        | 2xPlatinum    | 100,000 |
| China Top 100 Álbumes        | 1        | 6xPlatinum    | 300,000 |
| Japan ORICON Top 100 Álbumes | 1        | Platinum      | 300,000 |
| Singapore Top 50 Álbumes     | 1        | Platinum      | 40,000  |
| Malaysia Top 20 Álbumes      | 1        | 2xPlatinum    | 50,000  |
| Indonesian Top 20 Álbumes    | 1        | Platinum      | 80,000  |
| Filipinas Top 20 Álbumes     | 1        | Platinum      | 50,000  |
| TOTAL                        |          |               | 870,000 |

## Trayectoria en las listas
| Posición | 1 | 1 | 1 | 2 | 5 | 8 | 10 | 14 | 20 | 27 | 40 | 63 | 78 | 82 | 69 | 50 | 43 | 28 | 17 | 9 | 8 | 10 | 15 | 22 | 34 | 53 | 89 | 93 | 104 | 126 | 112 | 100 | 99 | 97 | 81 | 75 | 50 | 40 | 37 | 39 | 45 | 63 | 90 | 115 | 127 | 139 | 156 |

| Posición | 1 | 1 | 1 | 2 | 4 | 7 | 9 | 12 | 18 | 26 | 32 | 40 | 51 | 62 | 40 | 53 | 75 | 51 | 44 | 33 | 25 | 39 | 45 | 69 | 75 | 88 | 100 | 111 | 128 | 146 | 152 | 150 | 130 | 127 | 116 | 100 | 93 | 87 | 85 | 72 | 61 | 53 | 38 | 25 | 29 | 36 | 31 | 40 | 47 | 89 | 100 | 107 | 120 | 136 | 148 |

| Japan ORICON Top 100 Álbumes | Japan ORICON Top 100 Álbumes | Japan ORICON Top 100 Álbumes | Japan ORICON Top 100 Álbumes | Japan ORICON Top 100 Álbumes | Japan ORICON Top 100 Álbumes | Japan ORICON Top 100 Álbumes | Japan ORICON Top 100 Álbumes | Japan ORICON Top 100 Álbumes | Japan ORICON Top 100 Álbumes | Japan ORICON Top 100 Álbumes | Japan ORICON Top 100 Álbumes | Japan ORICON Top 100 Álbumes | Japan ORICON Top 100 Álbumes | Japan ORICON Top 100 Álbumes | Japan ORICON Top 100 Álbumes | Japan ORICON Top 100 Álbumes | Japan ORICON Top 100 Álbumes | Japan ORICON Top 100 Álbumes | Japan ORICON Top 100 Álbumes | Japan ORICON Top 100 Álbumes | Japan ORICON Top 100 Álbumes | Japan ORICON Top 100 Álbumes | Japan ORICON Top 100 Álbumes | Japan ORICON Top 100 Álbumes | Japan ORICON Top 100 Álbumes | Japan ORICON Top 100 Álbumes | Japan ORICON Top 100 Álbumes | Japan ORICON Top 100 Álbumes | Japan ORICON Top 100 Álbumes | Japan ORICON Top 100 Álbumes |
| Semana                       | 01                           | 02                           | 03                           | 04                           | 05                           | 06                           | 07                           | 08                           | 09                           | 10                           | 11                           | 12                           | 13                           | 14                           | 15                           | 16                           | 17                           | 18                           | 19                           | 20                           | 21                           | 22                           | 23                           | 24                           | 25                           | 26                           | 27                           | 28                           | 29                           | 30                           |
| ---------------------------- | ---------------------------- | ---------------------------- | ---------------------------- | ---------------------------- | ---------------------------- | ---------------------------- | ---------------------------- | ---------------------------- | ---------------------------- | ---------------------------- | ---------------------------- | ---------------------------- | ---------------------------- | ---------------------------- | ---------------------------- | ---------------------------- | ---------------------------- | ---------------------------- | ---------------------------- | ---------------------------- | ---------------------------- | ---------------------------- | ---------------------------- | ---------------------------- | ---------------------------- | ---------------------------- | ---------------------------- | ---------------------------- | ---------------------------- | ---------------------------- |
| Posición                     | 2                            | 1                            | 2                            | 4                            | 7                            | 10                           | 12                           | 19                           | 25                           | 33                           | 57                           | 69                           | 84                           | 93                           | 105                          | 123                          | 100                          | 99                           | 91                           | 85                           | 74                           | 62                           | 77                           | 63                           | 50                           | 44                           | 78                           | 96                           | 115                          | 139                          |

| Singapore Top 50 Álbumes | Singapore Top 50 Álbumes | Singapore Top 50 Álbumes | Singapore Top 50 Álbumes | Singapore Top 50 Álbumes | Singapore Top 50 Álbumes | Singapore Top 50 Álbumes | Singapore Top 50 Álbumes | Singapore Top 50 Álbumes | Singapore Top 50 Álbumes | Singapore Top 50 Álbumes | Singapore Top 50 Álbumes | Singapore Top 50 Álbumes | Singapore Top 50 Álbumes | Singapore Top 50 Álbumes | Singapore Top 50 Álbumes | Singapore Top 50 Álbumes | Singapore Top 50 Álbumes | Singapore Top 50 Álbumes | Singapore Top 50 Álbumes | Singapore Top 50 Álbumes | Singapore Top 50 Álbumes | Singapore Top 50 Álbumes | Singapore Top 50 Álbumes | Singapore Top 50 Álbumes | Singapore Top 50 Álbumes | Singapore Top 50 Álbumes | Singapore Top 50 Álbumes | Singapore Top 50 Álbumes | Singapore Top 50 Álbumes | Singapore Top 50 Álbumes |
| Semana                   | 01                       | 02                       | 03                       | 04                       | 05                       | 06                       | 07                       | 08                       | 09                       | 10                       | 11                       | 12                       | 13                       | 14                       | 15                       | 16                       | 17                       | 18                       | 19                       | 20                       | 21                       | 22                       | 23                       | 24                       | 25                       | 26                       | 27                       | 28                       | 29                       | 30                       |
| ------------------------ | ------------------------ | ------------------------ | ------------------------ | ------------------------ | ------------------------ | ------------------------ | ------------------------ | ------------------------ | ------------------------ | ------------------------ | ------------------------ | ------------------------ | ------------------------ | ------------------------ | ------------------------ | ------------------------ | ------------------------ | ------------------------ | ------------------------ | ------------------------ | ------------------------ | ------------------------ | ------------------------ | ------------------------ | ------------------------ | ------------------------ | ------------------------ | ------------------------ | ------------------------ | ------------------------ |
| Posición                 | 1                        | 1                        | 2                        | 3                        | 5                        | 9                        | 8                        | 10                       | 15                       | 19                       | 23                       | 35                       | 42                       | 56                       | 40                       | 31                       | 20                       | 15                       | 13                       | 10                       | 9                        | 4                        | 4                        | 7                        | 10                       | 18                       | 20                       | 27                       | 40                       | 88                       |

| Malaysia Top 20 Álbumes | Malaysia Top 20 Álbumes | Malaysia Top 20 Álbumes | Malaysia Top 20 Álbumes | Malaysia Top 20 Álbumes | Malaysia Top 20 Álbumes | Malaysia Top 20 Álbumes | Malaysia Top 20 Álbumes | Malaysia Top 20 Álbumes | Malaysia Top 20 Álbumes | Malaysia Top 20 Álbumes | Malaysia Top 20 Álbumes | Malaysia Top 20 Álbumes | Malaysia Top 20 Álbumes | Malaysia Top 20 Álbumes | Malaysia Top 20 Álbumes | Malaysia Top 20 Álbumes | Malaysia Top 20 Álbumes | Malaysia Top 20 Álbumes | Malaysia Top 20 Álbumes | Malaysia Top 20 Álbumes | Malaysia Top 20 Álbumes | Malaysia Top 20 Álbumes | Malaysia Top 20 Álbumes | Malaysia Top 20 Álbumes | Malaysia Top 20 Álbumes | Malaysia Top 20 Álbumes | Malaysia Top 20 Álbumes | Malaysia Top 20 Álbumes | Malaysia Top 20 Álbumes | Malaysia Top 20 Álbumes |  |
| Semana                  | 01                      | 02                      | 03                      | 04                      | 05                      | 06                      | 07                      | 08                      | 09                      | 10                      | 11                      | 12                      | 13                      | 14                      | 15                      | 16                      | 17                      | 18                      | 19                      | 20                      | 21                      | 22                      | 23                      | 24                      | 25                      | 26                      | 27                      | 28                      | 29                      | 30                      |  |
| ----------------------- | ----------------------- | ----------------------- | ----------------------- | ----------------------- | ----------------------- | ----------------------- | ----------------------- | ----------------------- | ----------------------- | ----------------------- | ----------------------- | ----------------------- | ----------------------- | ----------------------- | ----------------------- | ----------------------- | ----------------------- | ----------------------- | ----------------------- | ----------------------- | ----------------------- | ----------------------- | ----------------------- | ----------------------- | ----------------------- | ----------------------- | ----------------------- | ----------------------- | ----------------------- | ----------------------- |  |
| Posición                | 2                       | 1                       | 1                       | 3                       | 7                       | 11                      | 9                       | 15                      | 24                      | 37                      | 55                      | 70                      | 89                      | 99                      |                         |                         |                         |                         |                         |                         |                         |                         |                         |                         |                         |                         |                         |                         |                         |                         |  |

| Indonesian Top 50 Álbumes | Indonesian Top 50 Álbumes | Indonesian Top 50 Álbumes | Indonesian Top 50 Álbumes | Indonesian Top 50 Álbumes | Indonesian Top 50 Álbumes | Indonesian Top 50 Álbumes | Indonesian Top 50 Álbumes | Indonesian Top 50 Álbumes | Indonesian Top 50 Álbumes | Indonesian Top 50 Álbumes | Indonesian Top 50 Álbumes | Indonesian Top 50 Álbumes | Indonesian Top 50 Álbumes | Indonesian Top 50 Álbumes | Indonesian Top 50 Álbumes | Indonesian Top 50 Álbumes | Indonesian Top 50 Álbumes | Indonesian Top 50 Álbumes | Indonesian Top 50 Álbumes | Indonesian Top 50 Álbumes | Indonesian Top 50 Álbumes | Indonesian Top 50 Álbumes | Indonesian Top 50 Álbumes | Indonesian Top 50 Álbumes | Indonesian Top 50 Álbumes | Indonesian Top 50 Álbumes | Indonesian Top 50 Álbumes | Indonesian Top 50 Álbumes | Indonesian Top 50 Álbumes | Indonesian Top 50 Álbumes |
| Semana                    | 01                        | 02                        | 03                        | 04                        | 05                        | 06                        | 07                        | 08                        | 09                        | 10                        | 11                        | 12                        | 13                        | 14                        | 15                        | 16                        | 17                        | 18                        | 19                        | 20                        | 21                        | 22                        | 23                        | 24                        | 25                        | 26                        | 27                        | 28                        | 29                        | 30                        |
| ------------------------- | ------------------------- | ------------------------- | ------------------------- | ------------------------- | ------------------------- | ------------------------- | ------------------------- | ------------------------- | ------------------------- | ------------------------- | ------------------------- | ------------------------- | ------------------------- | ------------------------- | ------------------------- | ------------------------- | ------------------------- | ------------------------- | ------------------------- | ------------------------- | ------------------------- | ------------------------- | ------------------------- | ------------------------- | ------------------------- | ------------------------- | ------------------------- | ------------------------- | ------------------------- | ------------------------- |
| Posición                  | 3                         | 1                         | 1                         | 1                         | 4                         | 8                         | 5                         | 10                        | 12                        | 21                        | 39                        | 48                        | 63                        | 75                        |                           |                           |                           |                           |                           |                           |                           |                           |                           |                           |                           |                           |                           |                           |                           |                           |

| Phillipines Top 50 Álbumes | Phillipines Top 50 Álbumes | Phillipines Top 50 Álbumes | Phillipines Top 50 Álbumes | Phillipines Top 50 Álbumes | Phillipines Top 50 Álbumes | Phillipines Top 50 Álbumes | Phillipines Top 50 Álbumes | Phillipines Top 50 Álbumes | Phillipines Top 50 Álbumes | Phillipines Top 50 Álbumes | Phillipines Top 50 Álbumes | Phillipines Top 50 Álbumes | Phillipines Top 50 Álbumes | Phillipines Top 50 Álbumes | Phillipines Top 50 Álbumes | Phillipines Top 50 Álbumes | Phillipines Top 50 Álbumes | Phillipines Top 50 Álbumes | Phillipines Top 50 Álbumes | Phillipines Top 50 Álbumes | Phillipines Top 50 Álbumes | Phillipines Top 50 Álbumes | Phillipines Top 50 Álbumes | Phillipines Top 50 Álbumes | Phillipines Top 50 Álbumes | Phillipines Top 50 Álbumes | Phillipines Top 50 Álbumes | Phillipines Top 50 Álbumes | Phillipines Top 50 Álbumes | Phillipines Top 50 Álbumes |
| Semana                     | 01                         | 02                         | 03                         | 04                         | 05                         | 06                         | 07                         | 08                         | 09                         | 10                         | 11                         | 12                         | 13                         | 14                         | 15                         | 16                         | 17                         | 18                         | 19                         | 20                         | 21                         | 22                         | 23                         | 24                         | 25                         | 26                         | 27                         | 28                         | 29                         | 30                         |
| -------------------------- | -------------------------- | -------------------------- | -------------------------- | -------------------------- | -------------------------- | -------------------------- | -------------------------- | -------------------------- | -------------------------- | -------------------------- | -------------------------- | -------------------------- | -------------------------- | -------------------------- | -------------------------- | -------------------------- | -------------------------- | -------------------------- | -------------------------- | -------------------------- | -------------------------- | -------------------------- | -------------------------- | -------------------------- | -------------------------- | -------------------------- | -------------------------- | -------------------------- | -------------------------- | -------------------------- |
| Posición                   | 1                          | 1                          | 1                          | 2                          | 6                          | 10                         | 8                          | 11                         | 20                         | 31                         | 57                         | 72                         | 93                         | 110                        |                            |                            |                            |                            |                            |                            |                            |                            |                            |                            |                            |                            |                            |                            |                            |                            |

- Datos: Q1749911